# Get Ready
Get Ready é  o sétimo álbum de estúdio da banda de rock britânica New Order, lançado em 2001. Este foi o primeiro álbum em que a banda deu mais destaque a guitarra do que aos teclados, desde seu álbum de estreia, Movement.
"Get Ready" contou com participações de dois grandes músicos que são fãs assumidos do New Order: Bobby Gillespie do Primal Scream, que participa da música "Rock the Shack" e Billy Corgan do Smashing Pumpkins, que além de participar da música "Turn My Way", participou da turnê do álbum. Phil Cunningham também se juntou a banda nessa turnê, em substituição de Gillian Gilbert que se recusou a turnê em favor de cuidar de seus filhos com Stephen Morris.
Entre as curiosidades sobre este álbum está o fato de o nome da banda fictícia usado no videoclipe da música "Crystal" ser The Killers, nome este que seria adotado, por este motivo, pela banda de Las Vegas. Outra curiosidade é o fato de Keith Strickland, guitarrista da banda de New Wave, The B-52s, ter declarado que "Get Ready" foi uma enorme influência para 
o álbum Funplex, lançado pelo The B-52s em 2008.

## Faixas
Todas as faixas por New Order
| N.º | Título             | Compositor(es) | Duração |  |
| 1.  | "Crystal"          |                | 6:51    |  |
| 2.  | "60 Miles an Hour" |                | 4:34    |  |
| 3.  | "Turn My Way"      |                | 5:05    |  |
| 4.  | "Vicious Streak"   |                | 5:40    |  |
| 5.  | "Primitive Notion" |                | 5:43    |  |
| 6.  | "Slow Jam"         |                | 4:53    |  |
| 7.  | "Rock the Shack"   |                | 4:12    |  |
| 8.  | "Someone Like You" |                | 5:42    |  |
| 9.  | "Close Range"      |                | 4:13    |  |
| 10. | "Run Wild"         |                | 3:57    |  |
| 11. | "Avalanche"        |                | 3:14    |  |